# Bastien Vivès
Bastien Vivès (Parigi, 11 febbraio 1984) è un fumettista francese.

## Biografia
Bastien Vivès è figlio del pittore di sfondi cinematografici Jean-Marie Vivès. Passa la prima infanzia a osservare il padre al lavoro e a tentare di emularlo. All'età di dieci anni, comincia a prendere le prime lezioni di disegno. La sua formazione artistica lo porta a studiare arti applicate all'Institut de Littérature Française di Ginevra, poi all'École supérieure d'arts graphiques Penninghen di Parigi e infine all'École de l'Image Gobelins, sempre a Parigi, dove studia il cinema d'animazione.
I primi riconoscimenti avvengono grazie a Internet: nel 2002, Vivès comincia a farsi conoscere sul suo sito web BK Crew, sotto lo pseudonimo di Chanmax, con il personaggio Poungi. L'esordio come fumettista è dell'anno successivo, quando pubblica il romanzo grafico Elle(s) per KSTR (etichetta tematica dell'editore Casterman). Nel 2009, a 25 anni, riceve il  Prix Révélation al festival del fumetto di Angoulême per Le Goût du Chlore, album che l'anno successivo vince anche il premio Micheluzzi al Napoli Comicon 2010, come migliore fumetto estero. Nel 2010 partecipa all'opera collettiva Tranches Napolitaines, un volume realizzato insieme a Anne Simon, Alfred e Mathieu Sapin. Il terzo romanzo grafico, Polina, pubblicato all'inizio del 2011, ha riscontrato un ottimo successo internazionale di critica e vendite. Svariate sue strip, tavole e illustrazioni sono uscite su diversi numeri della rivista ANIMAls (Coniglio Editore). Nel 2014, Bao Publishing ha annunciato la pubblicazione integrale in lingua italiana di tutti i lavori brevi di Bastien, programmata in sei volumi.
Nel corso degli anni, Bastien ha sperimentato vari generi del fumetto (tutti in collaborazione e con svariate etichette): l'omaggio ai film d'azione anni ottanta Hollywood Jan (2008, con Michaël Sanlaville per Casterman); la commedia sentimentale Juju Mimi Fefé Chacha (2009, con Alexis de Raphelis per Ankama); l'erotico Les Melons de la colère (2011, nella collana BD-Cul per Les Requins Marteaux); il giallo d'azione La Grande Odalisque (2012, con Ruppert e Mulot per Dupuis); il fumetto di arti marziali Last Man (2013, con Balak e Sanlaville per Casterman, del quale è previsto un adattamento animato). Ha inoltre concluso nel 2012, dopo quasi tre anni di lavoro, la lunga saga epica Pour l'Empire, in collaborazione con il collega Merwan Chabane per i tipi di Dargaud, raccolta e pubblicata in Italia nel 2015 nel volume Per l'impero.

## Opere in lingua italiana

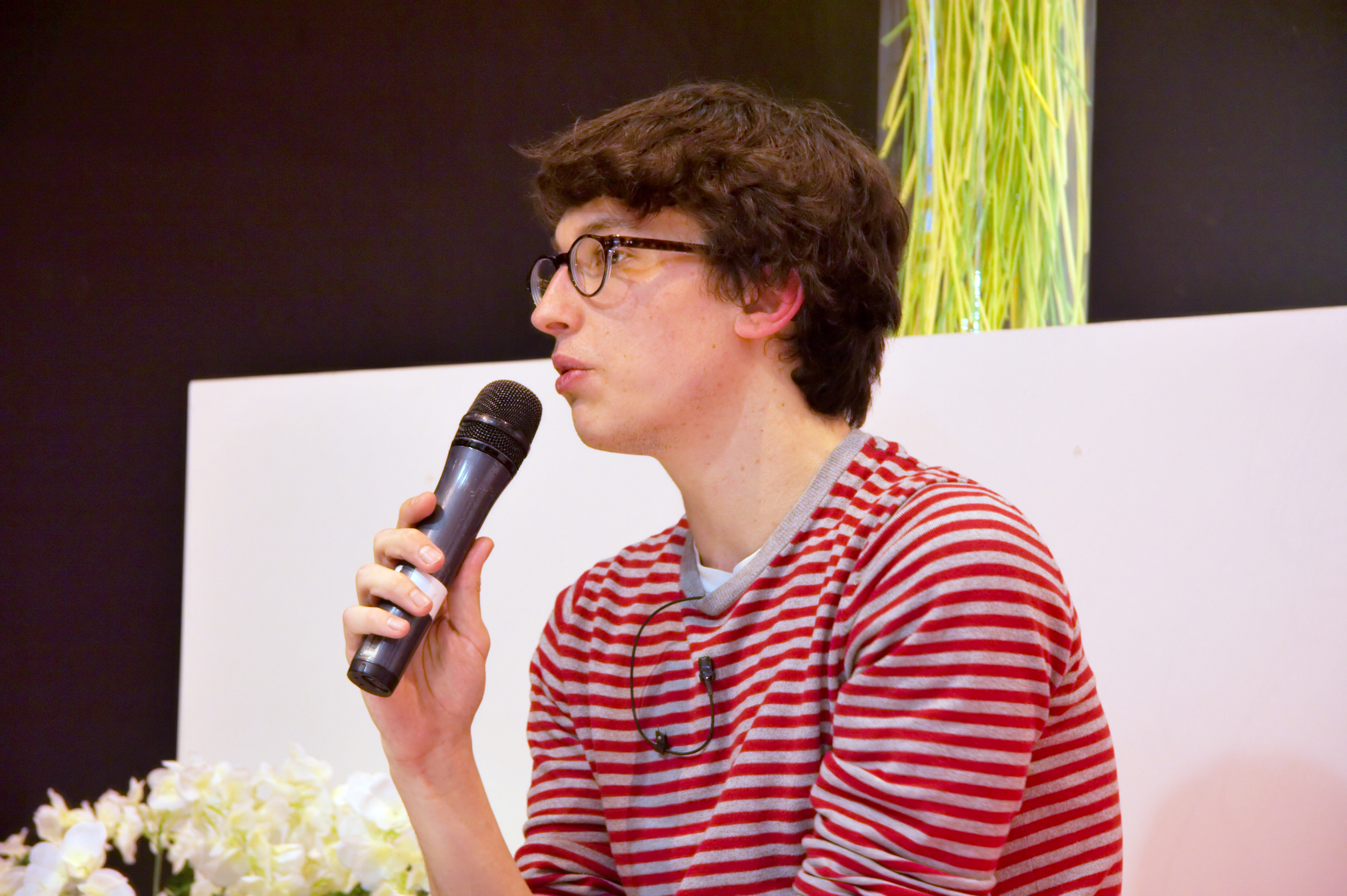
Bastien Vivès in un'intervista durante il Salon du livre di Parigi, 2009.

### Romanzi grafici
- Bastien Vivès, Il gusto del cloro, Black Velvet, 2009,  p. 135, ISBN 978-88-96197-15-8.
- Bastien Vivès, Nei miei occhi, Black Velvet, 2010,  p. 133, ISBN 978-88-96197-36-3.
- Bastien Vivès, Polina, Black Velvet, 2011,  p. 202, ISBN 978-88-96197-64-6.
- Bastien Vivès, La macelleria, Diabolo Edizioni, 2012,  p. 90, ISBN 978-84-15153-73-3.
- Bastien Vivès, Veri amici. Francesca & Bruno, The Box Edizioni, 2013,  p. 136, ISBN 978-88-6846-002-0.
- Bastien Vivès, Tra due cuori, The Box Edizioni, 2014,  p. 96, ISBN 978-88-6846-003-7.
- Bastien Vivès, Una sorella, BAO Publishing, 2018,  p. 216, ISBN 978-88-6543-978-4.
- Bastien Vivès, Meloni di rabbia, Comicon Edizioni, 2021,  p. 132, ISBN 979-1280107022.
- Bastien Vivès, Svuoto mentale, Comicon Edizioni, 2022,  p. 124, ISBN 979-1280107138.

### Raccolte
- Bastien Vivès, Questioni di cuore, BAO Publishing, 2014  [2012],  p. 192, ISBN 978-88-6543-224-2.
- Bastien Vivès, L'importanza di chiamarlo fumetto, BAO Publishing, 2014,  p. 192, ISBN 978-88-6543-225-9.
- Bastien Vivès, Fatality, BAO Publishing, 2015,  p. 191, ISBN 978-88-6543-263-1.
- Bastien Vivès, Family Business, BAO Publishing, 2015,  p. 188, ISBN 978-88-6543-484-0.
- Bastien Vivès, Tu lo leggi il mio blog?, BAO Publishing, 2016,  p. 192, ISBN 978-88-6543-587-8.

### Collaborazioni
- Bastien Vivès, Anne Simon, Alfred, Mathieu Sapin, Napoli, sguardi d'autore, Tunué, 2010,  p. 96, ISBN 978-88-89613-91-7.
- Bastien Vivès, Florent Ruppert, Jérôme Mulot, La grande odalisca, BAO Publishing, 2014,  p. 112, ISBN 978-88-6543-204-4.
- Bastien Vivès, Michaël Sanlaville, Balak, Last Man vol. 1, BAO Publishing, 2014,  p. 216, ISBN 978-88-6543-159-7.
- Bastien Vivès, Michaël Sanlaville, Balak, Last Man vol. 2, BAO Publishing, 2014,  p. 216, ISBN 978-88-6543-201-3.
- Bastien Vivès, Michaël Sanlaville, Balak, Last Man vol. 3, BAO Publishing, 2015,  p. 204, ISBN 978-88-6543-231-0.
- Bastien Vivès, Merwan Chabane, Per L'Impero, BAO Publishing, 2015,  p. 182, ISBN 978-88-6543-268-6.
- Bastien Vivès, Michaël Sanlaville, Balak, Last Man vol. 4, BAO Publishing, 2015,  p. 216, ISBN 978-88-6543-282-2.
- Bastien Vivès, Michaël Sanlaville, Hollywood Jan, Coconino, 2016,  p. 140, ISBN 978-88-7618-302-7.
- Bastien Vivès, Michaël Sanlaville, Balak, Last Man vol. 5, BAO Publishing, 2016,  p. 204, ISBN 978-88-6543-512-0.
- Bastien Vivès, Michaël Sanlaville, Balak, Last Man vol. 6, BAO Publishing, 2016,  p. 216, ISBN 978-88-6543-725-4.
- Bastien Vivès, Michaël Sanlaville, Balak, Last Man vol. 7, BAO Publishing, 2016,  p. 204, ISBN 978-88-6543-818-3.
- Bastien Vivès, Michaël Sanlaville, Balak, Last Man vol. 8, BAO Publishing, 2017,  p. 216, ISBN 978-88-6543-839-8.
- Bastien Vivès, Michaël Sanlaville, Balak, Last Man vol. 9, BAO Publishing, 2018,  p. 216, ISBN 978-88-6543-925-8.
- Bastien Vivès e Martin Quenehen, Corto Maltese - Oceano nero, Cong, 2021, ISBN 9782940552375.
- Bastien Vivès e Martin Quenehen, Corto Maltese - La regina di Babilonia, Cong, 2023, ISBN 9782940552535.